# Dorobanți
Dorobanţi est un quartier situé dans le secteur 1 de Bucarest. Le quartier est dominé par des bâtiments de briques rouges et des bâtiments en verre. Les principales places sont les Piața Perla, Dorobanţi, Lahovari, Charles de Gaulle et Quito. Les rues principales sont Calea Dorobanţilor, Iancu de Hunedoara et Lascar Catargiu. Le quartier abrite de nombreuses ambassades et de cafés qui sont considérés comme des lieux de rencontre des nouveaux riches de Bucarest.